# Hải lưu Oyashio
Hải lưu Oyashio là một hải lưu lạnh dưới bắc cực, nó chuyển động về phía nam và xoay ngược chiều kim đồng hồ ở miền tây của bắc Thái Bình Dương. Nó tiếp giáp với hải lưu Kuroshio ở bờ biển phía đông của Nhật Bản và tạo ra hải lưu bắc Thái Bình Dương (hay dòng chảy).
Nước của hải lưu Oyashio xuất phát từ Bắc Băng Dương và chảy về phía nam thông qua eo biển Bering. Hải lưu này có ảnh hưởng đáng kể lên khí hậu của vùng Viễn Đông nước Nga, chủ yếu là Kamchatka và Chukotka, ở đó giới hạn phía bắc của sự sinh trưởng thực vật là 10 ° về phía nam so với vĩ độ mà nó đạt được trong đất liền ở Siberia.
Nước của hải lưu Oyashio có lẽ tạo thành nguồn cá giàu nhất trên thế giới vì thành phần dinh dưỡng cực cao trong nước lạnh và do nó có thủy triều rất cao (tới 10 mét) trong một số khu vực - nó tăng khả năng làm giàu thêm các chất dinh dưỡng. Tuy nhiên, hải lưu Oyashio cũng làm cho Vladivostok trở thành cảng phụ thuộc nhiều nhất vào khí hậu do nó bị đóng băng trong mùa đông và cần phải có tàu phá băng để giữ cho cảng có thể ra vào được trong mùa đông.
Một đặc trưng quan trọng khác của hải lưu này là trong các thời kỳ băng hà, khi mực nước biển xuống thấp đã tạo ra sự hình thành của cầu nối Bering, hải lưu này không thể chuyển động và sự lạnh toàn cầu nói chung là không đáng kể trong khu vực mà nó có ảnh hưởng như ngày nay. Nó là nguyên nhân chính của trạng thái không bị đóng băng của phần lớn khu vực Đông Á - và do đó nó giải thích tại sao Đông Á vẫn giữ được khoảng 96% các loài thực vật của thế Pliocen, trong khi châu Âu chỉ giữ được khoảng 27%, mặc dù khí hậu hiện nay của khu vực này lạnh hơn nhiều so với phần lớn châu Âu.